# Rumbera Network
Rumbera Network es una cadena de emisoras de radio en frecuencia modulada de Venezuela. Tiene también estaciones en Bonaire, Curazao, España y Estados Unidos. Desde 1994 se ha encargado de ofrecer información, concursos con la participación de la audiencia y contenido musical del momento.

## Historia
Fue fundada en Valencia, Estado Carabobo el 21 de agosto de 1994. por Peter Taffin Jr. Se expandió por varias ciudades de Venezuela. Con la compra de Capital FM 104.5, la cadena radial tiene presencia en ciudades de Venezuela y su señal llega a las vecinas islas de Aruba, Curazao y Bonaire, además de poseer una emisora en España, Santa Cruz de Tenerife y Palma de Mallorca. [cita requerida]
El Circuito Rumbera Network transmite en vivo y su programación está compuesta por noticias, entretenimiento y de buen contenido musical. Además actualmente el circuito hace televisión de contenido de vídeos clips a través de su web y en plataformas como Youtube, Twitter, Facebook e Instagram. 
En el 2012 Peter Taffin Jr. transformó Rumbera Network en La Super Trendy, Red Musik FM, pasando así todas las frecuencias a transmitir en formato visual, siendo esta la única red de estaciones de radio en Venezuela que actúa bajo este formato

## Frecuencias

### Venezuela
- Acarigua: 89.3 FM
- Anaco: 92.9 FM
- Barinas: 105.9 FM
- Barquisimeto: 106.7 FM
- Guanare: 104.5 FM
- Isla de Margarita: 106.9 FM (Fuera Del Aire)
- Maracaibo: 98.7 FM
- Maracay: 93.9 FM
- Maturín: 89.5 FM
- Mérida: 106.9 FM
- Puerto La Cruz: 94.5 FM
- Puerto Cabello: 98.9 FM
- Tinaquillo: 92.7 FM
- Ciudad Ojeda: 92.9 FM
- Tovar: 106.9 FM
- Cabimas: 107.9 FM
- Yaracuy: 106.5 FM (fuera del aire)
- Santa Elena: 100.3 FM

### España
- Norte de Tenerife y Las Palmas de Gran Canaria: 89.1 FM
- Santa Cruz de Tenerife: 90.2 FM
- Sevilla: 93.4 FM

### Otros países
- Bonaire: 107.5 FM
- Curazao: 107.9 FM
- Miami: 105.5 FM